# Gallupundersökning
En gallupundersökning är en statistisk metod för att mäta den allmänna opinionen. Metoden uppfanns av den amerikanske sociologen George Gallup, som arbetade med marknadsundersökningar och grundade American Institute of Public Opinion år 1935. Gallups metod fick ett mycket stort genomslag, och i Sverige blev gallupundersökning eller bara gallup en vanlig term för en opinionsundersökning. 
Fram till mitten av 1980-talet genomfördes gallupundersökningar genom att undersökarna knackade dörr hos potentiella deltagare i undersökningen. Sedan dess görs undersökningarna vanligtvis via telefon, då slumpvis valda nummer rings.
Svenska Gallupinstitutet var ett aktiebolag verksamt under åren 1941-1957, varpå det köptes upp av AC Nielsen efter att ha bytt fokus från intervjuundersökningar till butiksinventeringar. Svenska institutet för opinionsundersökningar (SIFO), grundat av en tidigare medarbetare från Svenska Gallupinstitutet, ersatte under 1950-talets Gallupinstitutets roll som dominerande opinionsinstitut.